# 廣畑哲也
廣畑 哲也（ひろはた てつや、1945年1月3日 - ）は、日本の機械システム工学者。理学修士（大阪大学）・工学博士（大阪工業大学）。大阪工業大学工学部機械工学科元教授。
専門は、数理科学・機械システム工学（数値解析・計算力学）、塑性加工、教育工学。

## 略歴
1972年大阪大学大学院理学研究科修了、理学修士（大阪大学）。のちに、大阪工業大学大学院工学研究科にて工学博士。大阪工業大学工学部に着任し、一般教育科講師、1985年同助教授などを経て、同学部機械工学科教授。2005年大阪工業大学退官。
大阪工業大学工学部にて30年以上の長きに渡り教鞭を執り、特に数理システム工学と機械工学の融合教育（機械システム工学）の育成に貢献した。
主な所属学会は、日本数学会、CAI学会（現：教育システム情報学会）、日本機械学会、日本塑性加工学会、電子情報通信学会など。主な受賞は、日本塑性加工学会論文賞(2000)。主な著書は、線形代数入門（単著、学術図書出版社2002、学術書）。

## 主な研究
- 複素数値係数1階線型偏微分方程式(系)の解の構造について
- H-cone上のポテンシャル論
- 金属粉末の異速圧延における可容速度場とエネルギ消費率 - 京都大学との共同研究[4]
- 上界法による金属粉末の異速圧延に関する数値解析[5]
- 画像通信を用いた物理・数学教育のための在宅学習システムについて